# Johnny Desmond
Johnny Desmond (14 de noviembre de 1919 - 6 de septiembre de 1985) fue un cantante de música popular y actor estadounidense.

## Biografía

### Inicios
Nacido en Detroit, Míchigan, siendo un muchacho cantaba en una emisora de radio local, pero a los quince años abandonó esa actividad para trabajar en la tienda de su padre. Sin embargo, conservaba su amor por la música, por lo que brevemente cursó estudios en el Conservatorio de Música de Detroit antes de actuar en el ámbito de los nightclubs, en los cuales tocaba el piano y cantaba.
En 1939 formó su propio grupo vocal, llamado en un principio los Downbeats, pero tras ser contratado para trabajar con la Big Band de Bob Crosby en 1940, fue rebautizado como  los  Bob-O-Links. El grupo actuó en quince grabaciones comerciales de la orquesta de Crosby, entre ellos dos temas incluidos en las listas de éxitos, "You Forgot About Me" (n.º 15) y "Do You Care?" (n.º 18).

### Segunda Guerra Mundial
A mediados de 1941 Desmond decidió dejar los Bob-O-Links para iniciar una carrera en solitario. Pasó a ser el vocalista de la banda de Gene Krupa, reemplazando a Howard Dulaney y grabando con la misma más de una docena de canciones, la última de las cuales, "All Those Wonderful Years", tema del film Keep 'em Flying, alcanzó el número 21 de las listas americanas.
En 1942 se alistó en la Armada de los Estados Unidos, pero su servicio militar de hecho fue una continuación de su carrera como cantante. Formó parte de la Banda de la Fuerza Aérea y de la Armada constituida por Glenn Miller entre 1942 y 1944, y entre noviembre de 1943 y 1944 viajó por Europa, sirviendo principalmente como sustituto de Tony Martin. Además participó en varias retransmisiones radiofónicas con la banda de Miller y llegó a tener show propio en la British Broadcasting Corporation, "A Soldier and a Song."

### Época posbélica
Al finalizar la guerra, Desmond trabajó en The Breakfast Club, un programa radiofónico de variedades emitido en Chicago. En esa época grabó varios temas que llegaron a las listas de éxitos: "Don't You Remember Me?" (grabado en 1946, n.º 21 de las listas), "Guilty" (grabado en 1946, n.º 12), "C'est si bon" (1949, n.º 25), "Don't Cry, Joe" (1949, n.º 22), "Just Say I Love Her" (1950, n.º 24), "The Picnic Song" (1950, n.º 20), "Because of You" (1951, n.º 17), y "Woman" (1953, n.º 9). El 24 de septiembre de 1953 se unió a Don Cornell y Alan Dale para grabar el tema "The Gang that Sang 'Heart of My Heart',"  que llegó al número 10 de las listas. En esa época Desmond cambiaba con frecuencia de sello discográfico, y las grabaciones de 1946 las llevó a efecto con RCA Records, las de 1949-51 con MGM y las de 1953 con Coral Records. 
En las décadas de 1940 y 1950, muchos artistas grababan la misma canción al mismo tiempo, y algunos de los éxitos de Desmond eran también los de otros cantantes. Así, "Guilty" (n.º 12 para Desmond) fue un éxito aún mayor para Margaret Whiting, que consiguió el n.º 4. "Because of You" (n.º 17 de Desmond) fue el n.º 1 con Tony Bennett. "The High and the Mighty" (n.º 17 con Desmond) fue el n.º 4 con Les Baxter y su Orquesta. Y la versión de Desmond/Dale/Cornell de "Heart of My Heart" llegó al puesto 10, pero la de The Four Aces alcanzó el n.º  7 de las listas. 
En algunos casos la versión de Desmond fue la de mayor éxito. Así, Teresa Brewer también grabó "The Picnic Song", aunque su interpretación no llegó a las listas. "Woman" fue grabada por José Ferrer, pero la versión de Desmond tuvo una mayor aceptación en los Estados Unidos (aunque en el Reino Unido las listas UK Singles Chart favorecieron al disco de Ferrer). Además, Desmond también grabó varias versiones de temas que no llegaron a las listas de éxitos, aunque sí lo lograron con otros cantantes. Así fue el caso de "Mister and Mississippi" (un éxito de Patti Page) y "Too Young" (por Nat King Cole).
En 1957 Desmond hizo junto a Boris Karloff una actuación como artista invitado en el programa de la NBC The Gisele MacKenzie Show. En 1958 actuó de manera regular, interpretando a Jim Kendall, en la sitcom de Joan Caulfield emitida por la NBC Sally.

### Últimos años
En el ámbito teatral de Broadway, Desmond actuó en la obra Say, Darling (1958), y fue Nicky Arnstein en Funny Girl, tras dejar el reparto Sydney Earl Chaplin.
Johnny Desmond falleció en 1985 en Los Ángeles, California, a causa de un cáncer. Tenía 65 años de edad. Fue enterrado en el Cementerio de Holy Cross, en Culver City, California.